# Dyspetes areolatus
Dyspetes areolatus är en stekelart som beskrevs av He och Wan 1987. Dyspetes areolatus ingår i släktet Dyspetes och familjen brokparasitsteklar. Inga underarter finns listade i Catalogue of Life.